# ایرنه دل ریو
ایرنه دل ریو (اسپانیایی: Irene del Río‎؛ زادهٔ ۶ اکتبر ۱۹۹۱) بازیکن فوتبال اهل اسپانیا است.
از باشگاه‌هایی که در آن بازی کرده‌است می‌توان به باشگاه فوتبال زنان بارسلونا اشاره کرد.